# Капустін Григорій Григорійович
Григо́рій Григо́рович Капу́стін (рос. Капустин Григорий Григорьевич; нар. в кін. 1680 — пом. сер. XVIII століття) — рудознавець, рудних справ піддячий, у першій половині 18 ст. здійснив ряд цільових поїздок-розвідок для уточнення даних про корисні копалини на Дону і в районі Воронежа.
На Донбасі Г. Капустін не був, про що свідчать записи XVIII століття, які зберігаються в Берг-колегії.
Але в ряді художніх творів, публіцистиці йому помилково приписується відкриття вугілля на Донбасі. Сучасна історична наука встановила, що офіційними першовідкривачами промислових покладів вугілля в регіоні Донбасу є ландрат (помічник губернатора), шляхтич українсько-польського походження Микита Вепрейський та комендант Бахмутської фортеці, капітан Ізюмського слобідського полку Семен Чирков.

## Життєпис

Пам'ятник Капустіну у Лисичанську

Григорій Капустін народився в селі Даниловське Кінешемського повіту (нині — Івановська область) в сім'ї кріпосного селянина. Дата народження невідома. Був обраний односельцями (державні селяни) сільським піддячим (канцелярським службовцем). Сімнадцять років виконував обов'язки виборного піддячого. Також як геолог-самоучка, захоплювався розшуком руд і мінералів поблизу рідного села.
Григорій Капустін наблизився до вугільних родовищ, брав проби поблизу Тули, Воронежа та на Дону (Кундрюча та Бистрянськ, недалеко від впадіння Сіверського Дінця в Дон), але випробування цих копалин не підтвердило наявності в них паливних якостей.
Фрагмент з протоколу Берг-колегії (від 4 липня 1723 р.) про результати випробувань ковальським майстром Марком Рєером проб кам'яного вугілля, видобутого Г. Г. Капустіним:
| «И против вышеписанного протоколу артиллерии иноземец кузнечной мастер Марко Реэр сказал: которой де земляной уголь дан ему пробовать, которой взят в Воронежской губернии и в донских городках, сысканной доносителем подьячим Григорием Капустиным, и он, Реэр, тот уголь пробовал, и по пробе явилось, что от оного уголья действа никакого не показалось, только оной уголь в огне трещит и только покраснеет, а жару от него никакова нет, и как вынешь из огня, будет черно, как и первой…». |
Берг-колегія ухвалила рішення не видавати Капустіну винагороди, оскільки в привезених ним зразках нічого не було виявлено. Невдовзі рудознавця й взагалі арештували за звинуваченням у приховуванні листа про зловживання повітових чиновників. Хоча Капустіна потім звільнили, але у новій експедиції на Донбас у 1724 р. йому вже не довірили керівництво пошуками (їх очолив англієць Георгій Ніксон) і навіть розпоряджатися грошима експедиції було призначено іншу особу (унтер-офіцера А. Маслова).
Фігурування особи Капустіна як «першовідкривача» донецького (донбаського) вугілля починається з радянських часів. У цей же час «рускому рудознатцу» встановлюються пам'ятники на Донбасі, його іменем названа вугільна шахта. Імена ж Микити Вепрейського та Семена Чиркова, які насправді відкрили промислові родовища вугілля на Донбасі за радянського часу замовчувалися.